# Alfred von Englisch-Popparich
Alfred von Englisch-Popparich (ur. 22 maja 1850, zm. 25 czerwca 1914 w Wiedniu) – tytularny generał artylerii cesarskiej i królewskiej Armii.

## Życiorys
1 września 1868 został mianowany podporucznikiem i wcielony do Morawskiego Pułku Piechoty Nr 3 w Pradze.
W 1884 został przydzielony do Komendy 32 Dywizji Piechoty w Budapeszcie na stanowisko szefa sztabu. Na stopień majora został mianowany ze starszeństwem z 1 listopada 1884. W 1886 został przeniesiony do Szkoły Wojennej w Wiedniu na stanowisko wykładowcy taktyki. Na tym stanowisku został mianowany na stopień podpułkownika ze starszeństwem z 1 listopada 1887. W 1890 został przeniesiony do Morawskiego Pułku Piechoty Nr 99 w Igławie na stanowisko komendanta 4. batalionu w Brnie. 13 grudnia tego roku został mianowany pułkownikiem. W następnym roku został komendantem Węgierskiego Pułku Piechoty Nr 72 w Bratysławie, a w 1894 komendantem Galicyjskiego Pułku Piechoty Nr 90 w Rzeszowie. 23 maja 1896 został mianowany generałem majorem ze starszeństwem z 1 maja tego roku i wyznaczony na stanowisko komendanta 30 Brygady Piechoty w Miszkolcu. W 1900 został komendantem 27 Dywizji Piechoty w Koszycach. Na tym stanowisku 7 maja 1900 został mianowany generałem porucznikiem ze starszeństwem z 1 maja tego roku. W 1901 został przeniesiony na stanowisko generała przydzielonego do Komendy Wojskowej Zadar. W 1902 został komendantem 45 Dywizji Piechoty Obrony Krajowej w Przemyślu. 1 maja 1906 został przeniesiony w stan spoczynku z równoczesnym przyznaniem honorowej rangi generała artylerii. Mieszkał w Klagenfurcie. 15 listopada 1908 został mianowany tytularnym generałem piechoty. Zmarł 25 czerwca 1914 w Wiedniu i został pochowany na tamtejszym Cmentarzu Centralnym.

## Ordery i odznaczenia
- Krzyż Rycerski Orderu Leopolda[16]
- Signum Laudis Brązowy Medal Zasługi Wojskowej na czerwonej wstążce[16]
- Brązowy Medal Jubileuszowy Pamiątkowy dla Sił Zbrojnych i Żandarmerii[16]
- Krzyż za 25-letnią służbę wojskową dla oficerów[16]
- Krzyż Jubileuszowy Wojskowy[18]